# ميكائيل البيرق
ميكائيل البيرق (بالتركية: Mikail Albayrak)‏ هو لاعب كرة قدم تركي في مركز الهجوم، ولد في 6 أبريل 1992 في فرنسا. شارك مع منتخب تركيا تحت 21 سنة لكرة القدم. أما مع النوادي، فقد لعب مع آلتاي إزمير وإسكيشهرسبور وشانلي أورفا سبور ويني ملطية سبور.

## وصلات خارجية
- ميكائيل البيرق على موقع الاتحاد الأوربي (الإنجليزية)
- ميكائيل البيرق على موقع اتحاد تركيا (لاعب) (الإنجليزية)
- ميكائيل البيرق على موقع قاعدة بيانات كرة القدم.إي يو (الإنجليزية)
- ميكائيل البيرق على موقع Soccerway.com (الإنجليزية)
- ميكائيل البيرق على موقع عالم كرة القدم.نت (الإنجليزية)